# Подружко, Олег Владимирович
Олег Владимирович Подружко (род. 14 мая 1964) — советский и российский футболист, защитник, нападающий, полузащитник.

## Карьера
Сыграл более 300 матчей во Второй лиге чемпионата СССР за команды Череповца, Вологды и Новороссийска. Три полных сезона отыграл за «Жемчужину» Сочи, один из которых в Высшей лиге. В течение двух сезонов играл в первой лиге за «Нефтехимик» Нижнекамск. Завершал карьеру в Вологде и Череповце. В 1999 году помог команде «Северсталь» Череповец выиграть зону «Золотое кольцо» Первенства КФК и завоевать путёвку во Второй дивизион ПФЛ, забив 5 мячей.
После завершении футбольной карьеры игрока работал тренером в СДЮШОР «Северсталь» Череповец. Среди воспитанников Иван Сергеев.

## Личная жизнь
Сын Дмитрий, футболист.